# Confederación Sindical Galega
La Confederación Sindical Galega (CSG, Confederación Sindical Gallega) fue un sindicato nacionalista gallego que se formó como una escisión de la Unión Sindical Obrera (USO) en 1980.
Celebró su primer congreso en septiembre de 1980, y buena parte de los cuadros elegidos eran miembros del Partido Socialista Galego. En septiembre de 1982 se integró en la Intersindical Nacional dos Traballadores Galegos (INTG). Silo Castro fue su secretario nacional de coordinación.
- Datos: Q3297941